# Liste des circonscriptions législatives de l'Orne
Le département français de l'Orne est, sous la Cinquième République, constitué de trois circonscriptions législatives, ce nombre étant stable depuis 1958. Leurs limites ont été redéfinies lors du redécoupage de 1986, mais n'ont pas été affectées par celui de 2010, en vigueur à compter des élections législatives de 2012.

## Présentation
Par ordonnance du 13 octobre 1958 relative à l'élection des députés à l'Assemblée nationale, le département de l'Orne est constitué de trois circonscriptions électorales.
Lors des élections législatives de 1986 qui se sont déroulées selon un mode de scrutin proportionnel à un seul tour par listes départementales, le nombre de trois sièges de l'Orne a été conservé.
Le retour à un mode de scrutin uninominal majoritaire à deux tours en vue des élections législatives suivantes, a maintenu ce nombre de trois sièges,, selon un nouveau découpage électoral.
Le redécoupage des circonscriptions législatives réalisé en 2010 et entrant en application à compter des élections législatives de juin 2012, n'a modifié ni le nombre ni la répartition des circonscriptions de l'Orne.

## Composition des circonscriptions

### Composition des circonscriptions de 1958 à 1986
À compter de 1958, le département de l'Orne comprend trois circonscriptions regroupant les cantons suivants :
- 1re circonscription : Alençon-Est, Alençon-Ouest, Carrouges, Courtomer, Domfront, La Ferté-Macé, Juvigny-sous-Andaine, Le Mêle-sur-Sarthe, Passais, Sées.
- 2e circonscription : Bazoches-sur-Hoëne,  Bellême, Gacé, La Ferté-Frênel, Laigle, Longny-au-Perche, Le Merlerault, Mortagne-au-Perche, Moulins-la-Marche, Nocé, Pervenchères, Rémalard, Le Theil, Tourouvre.
- 3e circonscription : Argentan, Athis, Briouze, Écouché, Exmes, Flers-de-l'Orne, Messei, Mortrée, Putanges, Tinchebray, Trun, Vimoutiers.

### Composition des circonscriptions depuis 1988
À compter du découpage de 1986, le département de l'Orne comprend trois circonscriptions regroupant les cantons suivants :
- 1re circonscription : Alençon-I, Alençon-II, Alençon-III, Carrouges, Courtomer, Domfront, La Ferté-Macé, Juvigny-sous-Andaine, Le Mêle-sur-Sarthe, Passais, Sées.
- 2e circonscription : L'Aigle-Est, L'Aigle-Ouest, Bazoches-sur-Hoëne, Bellême, La Ferté-Frênel, Gacé, Longny-au-Perche, Le Merlerault, Mortagne-au-Perche, Moulins-la-Marche, Nocé, Pervenchères, Rémalard, Le Theil, Tourouvre, Vimoutiers.
- 3e circonscription : Argentan-Est, Argentan-Ouest, Athis-de-l'Orne, Briouze, Écouché, Exmes, Flers-Nord, Flers-Sud, Messei, Mortrée, Putanges-Pont-Ecrepin, Tinchebray, Trun.

À la suite du redécoupage des cantons de 2014, les circonscriptions législatives ne sont plus composées de cantons entiers mais continuent à être définies selon les limites cantonales en vigueur en 2010. Les circonscriptions sont ainsi composées des cantons actuels suivants :
- 1re circonscription : cantons d'Alençon-1, Alençon-2, Bagnoles-de-l'Orne Normandie, Damigny, Domfront en Poiraie (7 communes), Ecouves (32 communes), La Ferté Macé (4 communes), Magny-le-Désert (22 communes), Sées (13 communes), communes de Godisson et Saint-Clair-de-Halouze
- 2e circonscription : cantons de L'Aigle, Bretoncelles, Ceton, Ecouves (5 communes), Mortagne-au-Perche, Rai (sauf commune de Godisson), Tourouvre au Perche et Vimoutiers
- 3e circonscription : cantons d'Argentan-1, Argentan-2, Athis-Val de Rouvre, Domfront en Poiraie (6 communes), La Ferté Macé (9 communes), Flers-1 (sauf commune de Saint-Clair-de-Halouze), Flers-2, Magny-le-Désert (13 communes) et Sées (8 communes)